# 王涵 (女演員)
王涵（2001年2月21日—），四川巴中人，中国大陆女演員，曾就讀於上海視覺藝術學院。

## 演藝經歷

### 發展
2019年5月，參加明日之子第三季，正式出道；12月，獲第三屆金鮫獎2019年度十大新星。
2020年主演校園青春網劇《薄荷之夏》。
2023年1月17日，主演的微短劇《開局一座山》播出。
2025年6月20日主演的《美女，請別影響我成仙》上線。
2025年7月17日主演的《完蛋！我被美女包圍了！ 2》上線。

## 影視作品

### 電視劇/網路劇
| 首播年份 | 剧名       | 角色   |
| 2021年   | 開局一座山 | 系統   |
| 2023年   | 薄荷之夏   | 孫潔萍 |

### 電視節目
| 播出年份 | 節目名    |
| 2019年   | 明日之子3 |

### 音樂單曲
| 年份   | 名稱         |
| 2020年 | 愛情嘟啦嘟   |
| 2020年 | 我就是喜歡你 |

### 遊戲
| 發行日期      | 遊戲名稱               | 角色   |
| 2024年3月29日 | 美女，請別影響我學習   | 溫苒   |
| 2025年6月20日 | 美女，請別影響我成仙   | 淨無欲 |
| 2025年7月18日 | 完蛋!我被美女包圍了! 2 | 謝筱筱 |

## 外部連結
- 王涵大朋友的抖音帳戶 （页面存档备份，存于）